# 圣福斯特
圣福斯特（法語：Saint-Faust，法語發音：[sɛ̃ fost]）是法国大西洋比利牛斯省的一个市镇，属于波城区。

## 地理
圣福斯特（43°16'7"N, 0°27'7"W）面积13.51 平方千米，位于法国新阿基坦大区大西洋比利牛斯省，该省份为法国东南部省份，涵盖了贝阿恩与北巴斯克，西临大西洋比斯開灣，北至朗德省，东北接热尔省，东临上比利牛斯省，南与西班牙接壤。
与圣福斯特接壤的市镇（或旧市镇、城区）包括：阿蒂格卢沃、欧贝尔坦、冈镇、瑞朗松、拉鲁万、拉瑟布。
圣福斯特的时区为UTC+01:00、UTC+02:00（夏令时）。

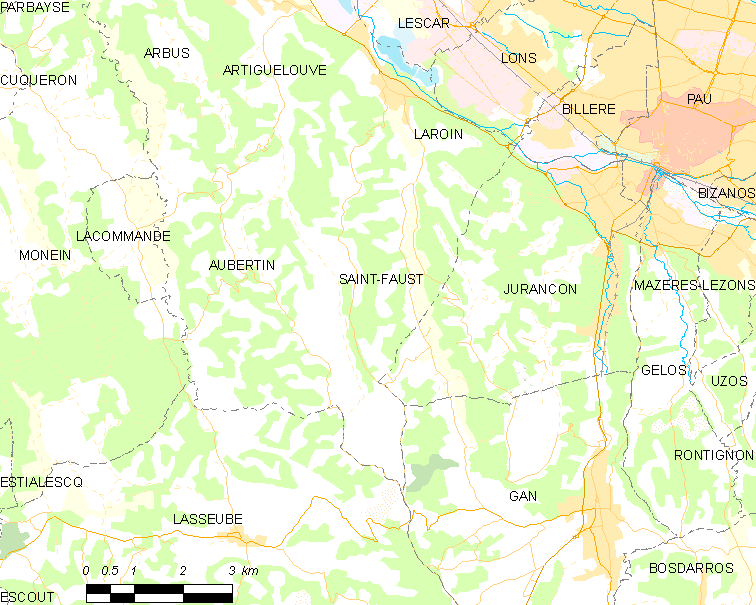
圣福斯特的OSM定位图

## 行政
圣福斯特的邮政编码为64110，INSEE市镇编码为64478。

## 政治
圣福斯特所属的省级选区为比耶尔和瑞朗松山坡县。

## 人口

1962-2008年间圣福斯特人口变化图示

圣福斯特于2022年1月1日时的人口数量为740人。